# Escuela Secundaria Sinenjongo
Sinenjongo High School es una escuela en Joe Slovo Park, Milnerton, Ciudad del Cabo, Sudáfrica.

## Historia
En 1993, Elda Mahlentle comenzó una escuela secundaria en el asentamiento informal llamado Chuku Town frente de los establos de caballos de carreras en Milnerton. Los grados 1 al 4 se instalaron en una construcción precaria. A finales de 1994, la escuela se había ampliado hasta el noveno grado y consistía de ocho aulas en contenedores. El Departamento de Educación de Sudáfrica subvenciona la escuela a pagando los sueldos de diez profesores.
En 1996 se construyeron nuevas viviendas en Joe Slovo y la escuela se trasladó allí con 16 educadores. Tras largas negociaciones, finalmente, la escuela se convirtió en una escuela pública en 2004. La Escuela Primaria Elda Mahlentle se convirtió en la Escuela Secundaria Sinenjongo y la Escuela Primaria Marconi Beam.

## Reconocimiento
Rabie Property Group ha hecho de la Escuela Secundaria Sinenjongo el principal beneficiario de su Programa de Inversión Social Corporativa.
En julio de 2010 se nombró como directora de la escuela a la Sra. Nopote, quine habló en TEDxCapeTownED en 2012 acerca de la notable mejora en la tasa de aprobación de la escuela.
La escuela recibió un premio por ser una de las 10 escuelas de la Provincia Occidental del Cabo que más ha mejorado en 2012 del Departamento de Educación del Cabo Occidental.

## Recursos
A partir de 2012, la escuela cuneta con:
- 1 laboratorio de ciencias en una construcción prefabricadaref>IOL | News for South Africa and the world</ref>[6][7]
- 1 pequeño jardín[8][9]
- 2 laboratorios de conputación (con menos de 40 equipos de trabajo en total) en construcciones prefabricadas[10][11]
- 18 aulas en construccioines prefabricadas,

27 profesores (incluyendo 3 de Matemáticas y de Ciencias y 2 profesores contratados por el sector privado) y más de 800 alumnos.

## Resultados Académicos

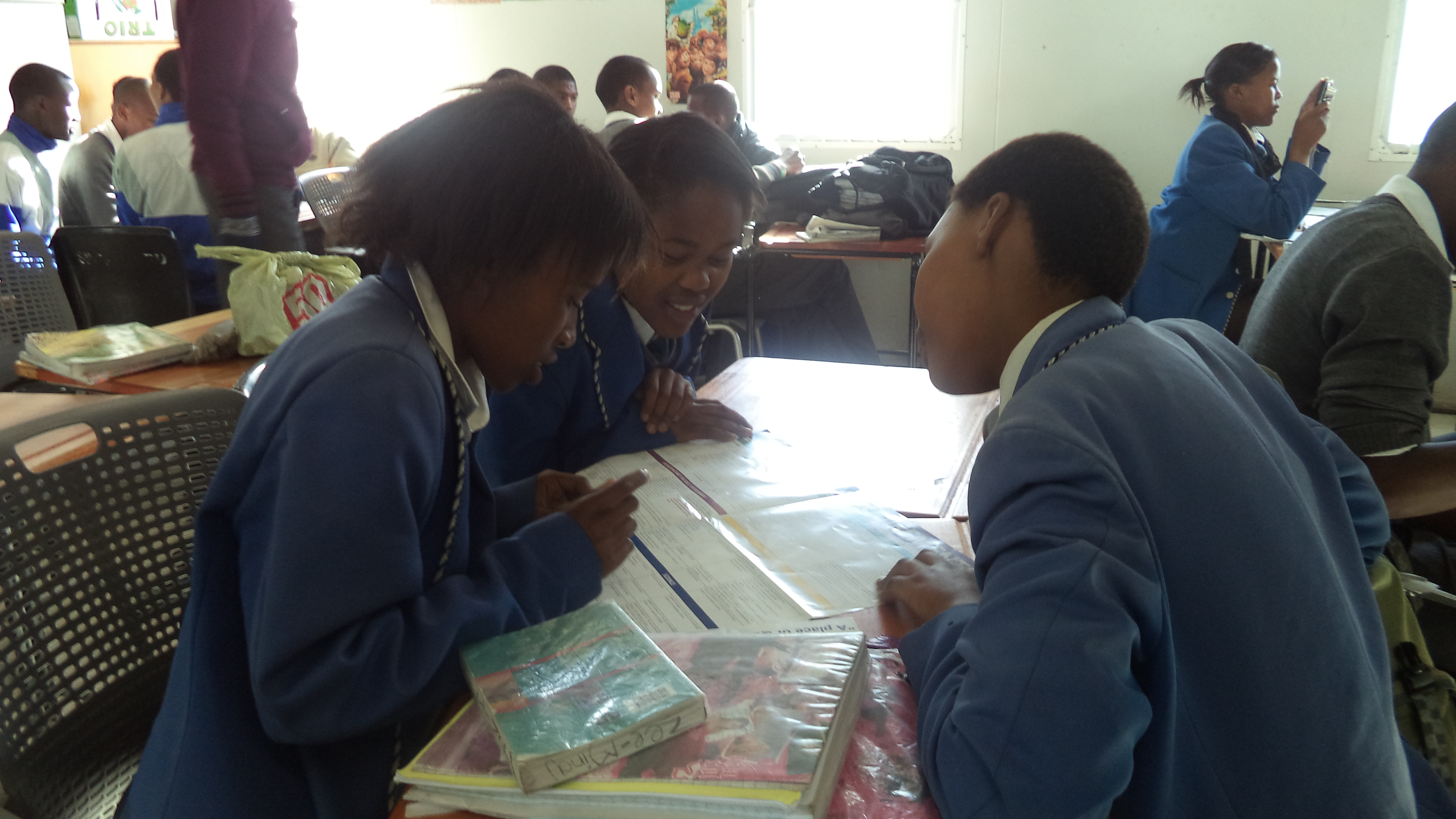
estudiantes en Sinenjongo High School

En 2010, 2011 y 2012, la escuela obtuvo una alta tasa de aprobación y s ehan graduado estudiantes que se han matriculado en el nivel universitario.
| Año  | Tasa de aprobación | Número de estudiantes | Estudiantes graduados | Tasa de estudiantes graduados |
| ---- | ------------------ | --------------------- | --------------------- | ----------------------------- |
| 2008 | 27%                | 71                    | 3                     | 4%                            |
| 2009 | 44%                | 66                    | 3                     | 5%                            |
| 2010 | 98%                | 44                    | 7                     | 16%                           |
| 2011 | 88%                | 87                    | 19                    | 22%                           |
| 2012 | 95%                | 92                    | 32                    | 35%                           |

## Actividades extracurriculares
- Atletismo
- Coro
- Ajedrez
- Debate
- Teatro y danza
- Netball
- Fútbol

## Participación en otros programas
- Star Schools[20][21]
- BBN[22][23][24][25]
- ASSET[26]

## Iniciativas

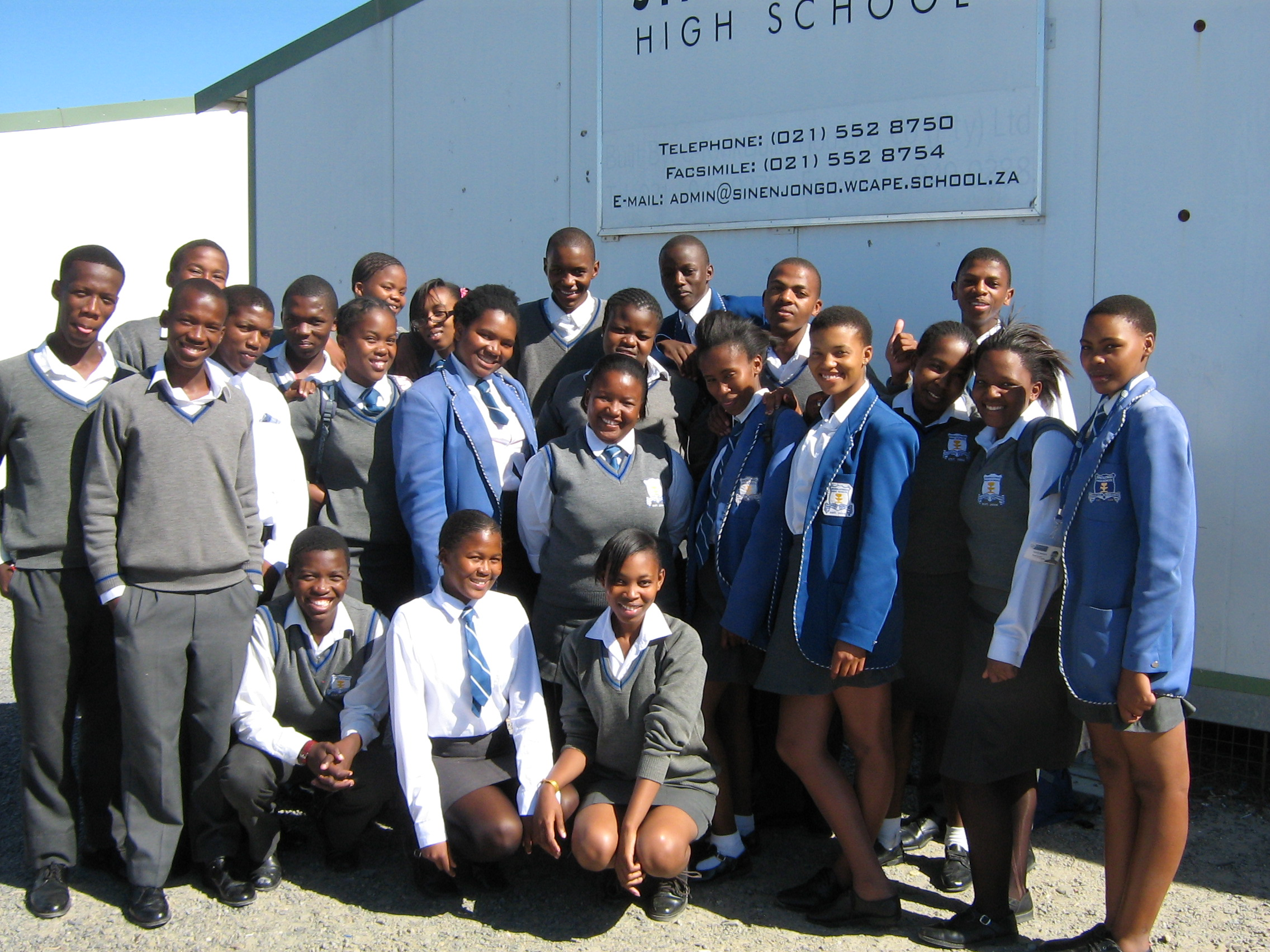
Clase 11A, quienes escribieron una para el acceso libre a Wikipedia en sus celulares(fotografiada en febrero de 2013 como la Clase 12A)

En 2012, la Clase 11A de la escuela exigieron a las compañías de telefonía celular de Sudáfrica acceso libre y sin costo a Wikipedia como ayuda para los estudiantes en sus estudios e investigaciones. FNB Connect (una proveedor de servicios de internet en Sudáfrica) fue la primera en responder ofreciendo acceso navegación sin costo para Wikipedia en ciertos horarios para sus clientes. Aunque esta oferta no está disponible para los usuarios de teléfonos celulares, es una presión más para que los operadores de telefonía celular ofrezcan el mismo servicio.
En mayo de 2013, Victor Grigas y Charlene Music de la Fundación Wikimedia visitaronla escuela para filmar un documental acerca de la escuela y su campaña. En junio de 2013, los periódicos nacionales, provinciales y locales publicaron la carta de los estudiantes y escribieron artículos al respecto, especialmente en la semana anterior al 16 de junio "Día de la Juventud", conmemoración nacional en Sudáfrica. La Carta tuvo eco más allá de la Provincia Occidental del Cabo, en provincias como Gauteng y KwaZulu-Natal y continua fortaleciéndose a través de la página de Facebook lla 'Free Access to Wikipedia from Cellphones.'

## Actividades anuales
Existe un día para los estudiantes del 8º y 9º Grado en que personas de diferentes campos profesionales hablan a los alumnos respecto a sus carreras. Esto se debe a que los estudiantes de 10 º grado tienen que elegir los temas más importantes para su matriculación en la universidad. Los alumnos de otros grados también sean incluidos.
Cada año hay una entrega de premios académicos para los estudiantes de la clase del grado 12º y es también su despedida.
Un mes después de la despedida, la escuela realiza una celebración de despedida social para la clase del grado 12 conocida como la "Danza matr" o "bola de matr"

## Galería de imágenes

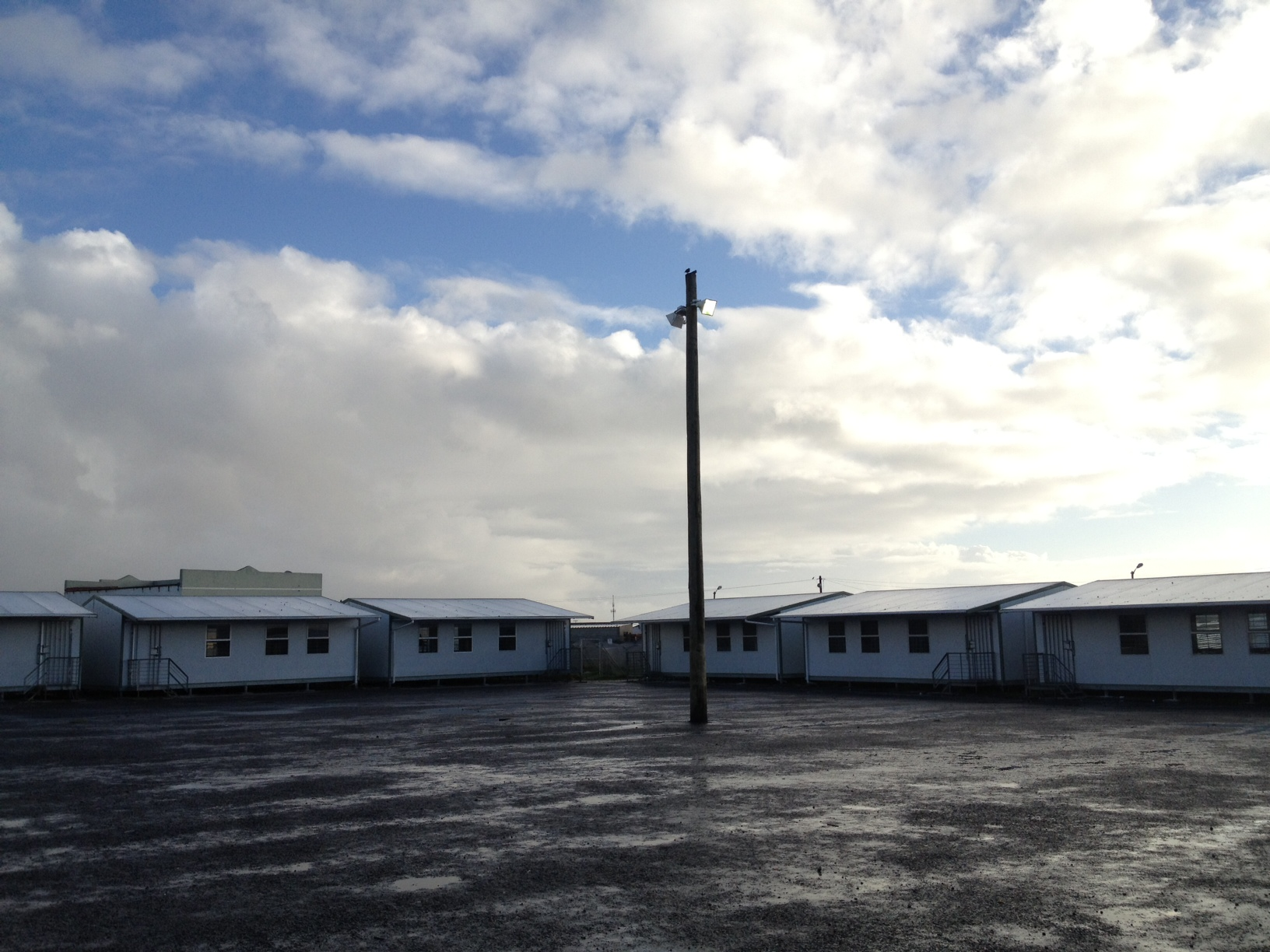
Patio de la Escuela Secundaria Sinenjongo
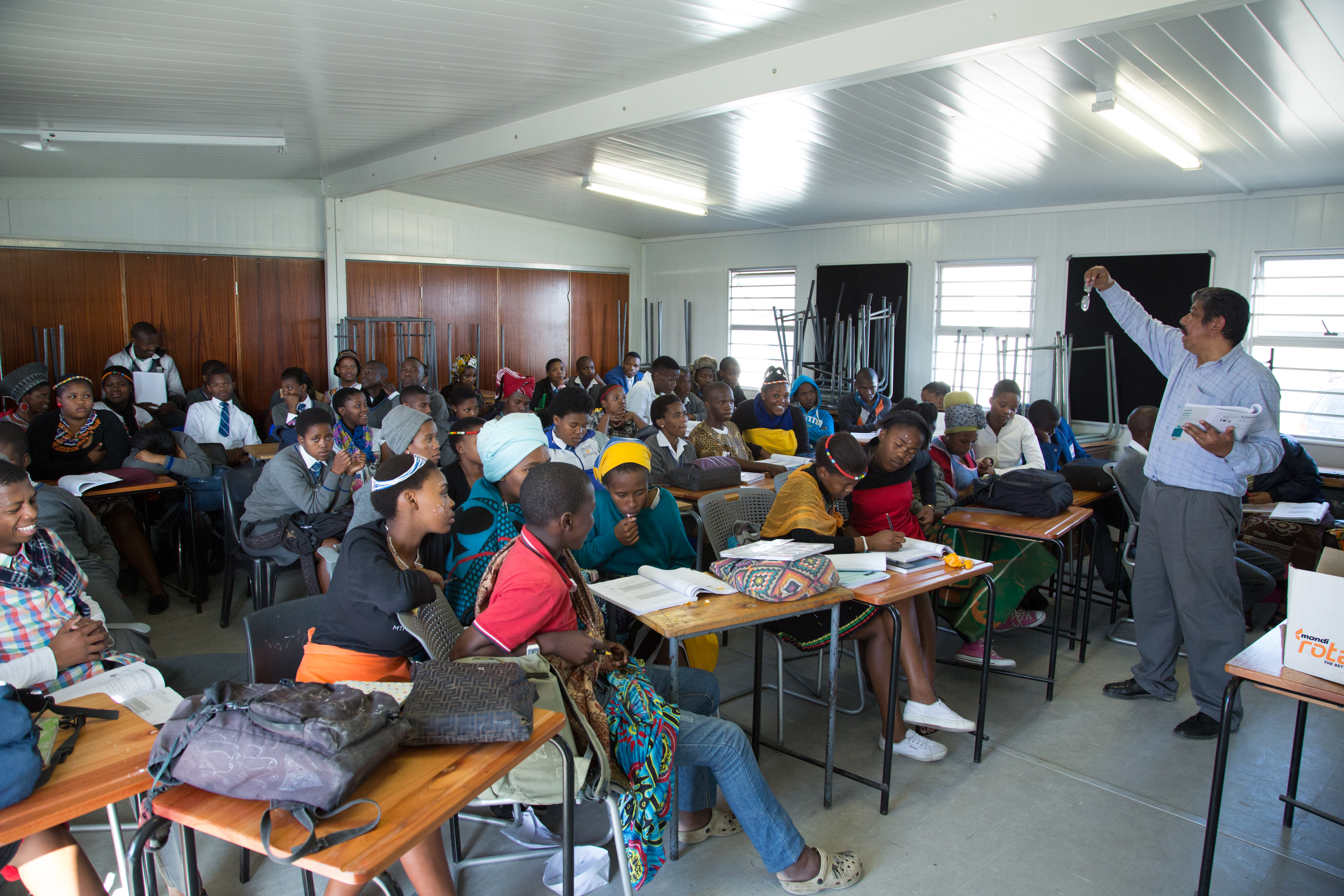
Una clase de la escuela